# تلمبه بسیجیان
تلمبه بسیجیان یک منطقهٔ مسکونی در ایران است که در دهستان دبیران واقع شده‌است. تلمبه بسیجیان ۲۸ نفر جمعیت دارد.